# زبان اینوپیات
زبان اینوپیات یا زبان آلاسکا اینوت، لهجه‌ای از زبان اینوت است که در شمال‌غربی آلاسکا گویش می‌شود.